# I Am Free-ty World Tour
I Am Free-ty World Tour – druga światowa trasa koncertowa południowokoreańskiego zespołu (G) I-dle, promująca ich minialbum I Feel (2023). Trasa obejmuje 23 koncertów w Azji, Ameryce Północnej i Europie. Trasa rozpoczęła się 17 czerwca 2023 w Seulu w Korei Południowej, a zakończyła się 29 października 2023 roku w Singapurze.

## Tło
W kwietniu 2023 roku (G)I-dle ogłosiły, że wyruszą w swoją drugą światową trasę koncertową zatytułowaną „I Am Free-ty”, kontynuującą ich poprzednią trasę Just Me ( ) I-dle World Tour z poprzedniego roku. Trasa rozpoczęła się 17 czerwca dwoma koncertami w Jamsil Indoor Stadium w Seulu, a następnie kontynuować się w Azji i Ameryce Północnej. 31 maja trasa została rozszerzona o pięć nowych koncertów w Europie i o dwie w Tokio. I 18 lipca,trasa została jeszcze raz rozszerzona o dwóch nowych koncertów w Makau i Singapurze,

## Setlista

### Korea
1. „Dumdi Dumdi”
2. „Latata”
3. „Never Stop Me”
4. „Allergy”
5. „Uh-Oh”
6. „Queencard”
7. „Drive” (Miyeon solo)
8. „Dahlia” (Minnie solo)
9. „Psycho” (Soyeon solo)
10. „Boys” (cover Britney Spears; solo taneczne Shuhua)
11. „Could It Be” (Nie wydany utwór; Yuqi solo)
12. „Nxde”
13. „Put It Straight” (Nightmare version)
14. „Lucid”
15. „All Night”
16. „The Baddest” / „Pop/Stars” (K/DA cover)
17. „My Bag”
18. „Tomboy”

Encore
17 czerwca (Dzień 1)
1. „I'm the Trend”
2. „Give Me Your”
3. „Where Is Love”
4. „Lion”
5. „Oh My God”
6. „Peter Pan”

18 czerwca (Dzień 2)
1. „I'm the Trend”
2. „Liar”
3. „Reset”
4. „What's Your Name”
5. „Luv U”
6. „Paradise”

### Tajpej
1. „DUMDi DUMDi”
2. „Latata”
3. „Never Stop Me”
4. „Allergy”
5. „Uh-Oh”
6. „Queencard”
7. „Drive” (Miyeon solo)
8. „Dahlia” (Minnie solo)
9. „Psycho” (Soyeon solo)
10. „Boys” (cover Britney Spears; solo taneczne Shuhua)
11. „Could It Be” (Nie wydany utwór; Yuqi solo)
12. „Nxde”
13. „Lucid”
14. „Put It Straight” (Nightmare version)
15. „All Night”
16. „The Baddest/ POP/STARS”(K/DA cover)
17. „My Bag”
18. „TOMBOY”

ENCORE
1. „I'm the Trend”
2. „Oh My God”
3. „Miss You 3000” (831 cover)
4. „Peter Pan”

### Bangkok
1. „DUMDi DUMDi”
2. „Latata”
3. „Never Stop Me”
4. „Allergy”
5. „Uh-Oh”
6. „Queencard”
7. „Drive” (Miyeon solo)
8. „Dahlia” (Minnie solo)
9. „Psycho” (Soyeon solo)
10. „Boys” (cover Britney Spears; solo taneczne Shuhua)
11. „Could It Be” (Nie wydany utwór; Yuqi solo)
12. „Nxde”
13. „Lucid”
14. „Put It Straight” (Nightmare version)
15. „All Night”
16. „The Baddest/ POP/STARS”(K/DA cover)
17. „My Bag”
18. „TOMBOY”

ENCORE
1. „I'm the Trend”
2. „I DO”
3. „First Love” (Nont Tanont cover)
4. „LION”
5. „Paradise”

### Hongkong
1. „DUMDi DUMDi”
2. „Latata”
3. „Never Stop Me”
4. „Allergy”
5. „Queencard”
6. „Drive” (Miyeon solo)
7. „Dahlia” (Minnie solo)
8. „Psycho” (Soyeon solo)
9. „Boys” (cover Britney Spears; solo taneczne Shuhua)
10. „Could It Be” (Nie wydany utwór; Yuqi solo)
11. „Nxde”
12. „Lucid”
13. „Put It Straight” (Nightmare version)
14. „All Night”
15. „The Baddest/ POP/STARS”(K/DA cover)
16. „My Bag”
17. „TOMBOY”

ENCORE
1. „I'm the Trend”
2. „XI Huan Ni” (Beyond cover)
3. „Oh My God”
4. „Peter Pan”

### San Francisco i Atlanta
1. „DUMDi DUMDi”
2. „Latata”
3. „Never Stop Me”
4. „Allergy”
5. „Uh-Oh”
6. „Queencard”
7. „Drive” (Miyeon solo)
8. „Dahlia” (Minnie solo)
9. „Psycho” (Soyeon solo)
10. „Boys” (cover Britney Spears; solo taneczne Shuhua)
11. „Could It Be” (Nie wydany utwór; Yuqi solo)
12. „Nxde”
13. „Lucid”
14. „Put It Straight” (Nightmare version)
15. „All Night”
16. „The Baddest/ POP/STARS”(K/DA cover)
17. „My Bag”
18. „TOMBOY”

ENCORE
1. „I'm the Trend”
2. „LION”
3. „I DO”
4. „Oh My God”
5. „Peter Pan”

### Los Angeles i Nowy Jork
1. „DUMDi DUMDi”
2. „Latata”
3. „Never Stop Me”
4. „Allergy”
5. „Uh-Oh”
6. „Queencard”
7. „Drive” (Miyeon solo)
8. „Dahlia” (Minnie solo)
9. „Psycho” (Soyeon solo)
10. „Boys” (cover Britney Spears; solo taneczne Shuhua)
11. „Could It Be” (Nie wydany utwór; Yuqi solo)
12. „Nxde”
13. „Lucid”
14. „Put It Straight” (Nightmare version)
15. „All Night”
16. „The Baddest/ POP/STARS”(K/DA cover)
17. „My Bag”
18. „TOMBOY”

ENCORE
1. „I'm the Trend”
2. „I DO”
3. „LION”
4. „Paradise”

### Grand Prarie
1. „DUMDi DUMDi”
2. „Latata”
3. „Never Stop Me”
4. „Allergy”
5. „Uh-Oh”
6. „Queencard”
7. „Drive” (Miyeon solo)
8. „Dahlia” (Minnie solo)
9. „Psycho” (Soyeon solo)
10. „Boys” (cover Britney Spears; solo taneczne Shuhua)
11. „Could It Be” (Nie wydany utwór; Yuqi solo)
12. „Nxde”
13. „Lucid”
14. „Put It Straight” (Nightmare version)
15. „All Night”
16. „The Baddest/ POP/STARS”(K/DA cover)
17. „My Bag”
18. „TOMBOY”

ENCORE
1. „I'm the Trend”
2. „MAZE”
3. „I DO”
4. „Oh My God”
5. „Peter Pan”

### Rosemont
1. „DUMDi DUMDi”
2. „Latata”
3. „Never Stop Me”
4. „Allergy”
5. „Uh-Oh”
6. „Queencard”
7. „Drive” (Miyeon solo)
8. „Dahlia” (Minnie solo)
9. „Psycho” (Soyeon solo)
10. „Boys” (cover Britney Spears; solo taneczne Shuhua)
11. „Could It Be” (Nie wydany utwór; Yuqi solo)
12. „Nxde”
13. „Lucid”
14. „Put It Straight” (Nightmare version)
15. „All Night”
16. „The Baddest/ POP/STARS”(K/DA cover)
17. „My Bag”
18. „TOMBOY”

ENCORE
1. „I'm the Trend”
2. „Senorita”
3. „I DO”
4. „LION”
5. „Paradise”

### Londyn
1. „DUMDi DUMDi”
2. „Latata”
3. „Never Stop Me”
4. „Allergy”
5. „Uh-Oh”
6. „Queencard”
7. „Drive” (Miyeon solo)
8. „Dahlia” (Minnie solo)
9. „Psycho” (Soyeon solo)
10. „Boys” (cover Britney Spears; solo taneczne Shuhua)
11. „Could It Be” (Nie wydany utwór; Yuqi solo)
12. „Nxde”
13. „Lucid”
14. „Put It Straight” (Nightmare version)
15. „All Night”
16. „The Baddest/ POP/STARS”(K/DA cover)
17. „My Bag”
18. „TOMBOY”

ENCORE
1. „I'm the Trend”
2. „LION”
3. „Oh My God”
4. „I DO”

### Amsterdam i Bruksela
1. „DUMDi DUMDi”
2. „Latata”
3. „Never Stop Me”
4. „Allergy”
5. „Uh-Oh”
6. „Queencard”
7. „Drive” (Miyeon solo)
8. „Dahlia” (Minnie solo)
9. „Psycho” (Soyeon solo)
10. „Boys” (cover Britney Spears; solo taneczne Shuhua)
11. „Could It Be” (Nie wydany utwór; Yuqi solo)
12. „Nxde”
13. „Lucid”
14. „Put It Straight” (Nightmare version)
15. „All Night”
16. „The Baddest/ POP/STARS”(K/DA cover)
17. „My Bag”
18. „TOMBOY”

ENCORE
1. „I'm the Trend”
2. „LION”
3. „I DO”

### Paryż
1. „DUMDi DUMDi”
2. „Latata”
3. „Never Stop Me”
4. „Allergy”
5. „Uh-Oh”
6. „Queencard”
7. „Drive” (Miyeon solo)
8. „Dahlia” (Minnie solo)
9. „Psycho” (Soyeon solo)
10. „Boys” (cover Britney Spears; solo taneczne Shuhua)
11. „Could It Be” (Nie wydany utwór; Yuqi solo)
12. „Nxde”
13. „Lucid”
14. „Put It Straight” (Nightmare version)
15. „All Night”
16. „The Baddest/ POP/STARS”(K/DA cover)
17. „My Bag”
18. „TOMBOY”
19. „I'm the Trend”

ENCORE
1. „LION”
2. „Oh My God”
3. „I DO”

### Berlin
1. „DUMDi DUMDi”
2. „Latata”
3. „Never Stop Me”
4. „Allergy”
5. „Uh-Oh”
6. „Queencard”
7. „Drive” (Miyeon solo)
8. „Dahlia” (Minnie solo)
9. „Psycho” (Soyeon solo)
10. „Boys” (cover Britney Spears; solo taneczne Shuhua)
11. „Could It Be” (Nie wydany utwór; Yuqi solo)
12. „Nxde”
13. „Lucid”
14. „Put It Straight” (Nightmare version)
15. „All Night”
16. „The Baddest/ POP/STARS”(K/DA cover)
17. „My Bag”
18. „TOMBOY”

ENCORE
18 września ( Dzień 1)
1. „I'm the Trend”
2. „Oh My God”
3. „I DO”

19 września (Dzień 2)
1. „I'm the Trend”
2. „LION”
3. „I DO”

### Tokio
1. „DUMDi DUMDi”
2. „Latata”
3. „Never Stop Me”
4. „Allergy”
5. „Uh-Oh”
6. „Queencard”
7. „Drive” (Miyeon solo)
8. „Dahlia” (Minnie solo)
9. „Psycho” (Soyeon solo)
10. „Boys” (cover Britney Spears; solo taneczne Shuhua)
11. „Could It Be” (Nie wydany utwór; Yuqi solo)
12. „Nxde”
13. „Lucid”
14. „Put It Straight” (Nightmare version)
15. „All Night”
16. „The Baddest/ POP/STARS”(K/DA cover)
17. „My Bag”
18. „TOMBOY”

ENCORE
1. „I'm the Trend”
2. „Oh My God”
3. „Tung-Tung (Empty)”

## Lista koncertów
| Data                 | Miejscowość   | Państwo           | Obiekt                       | Frekwencja |
| Azja                 | Azja          | Azja              | Azja                         | Azja       |
| -------------------- | ------------- | ----------------- | ---------------------------- | ---------- |
| 17 czerwca 2023      | Seul          | Korea Południowa  | Jamsil Arena                 | 10 000     |
| 18 czerwca 2023      | Seul          | Korea Południowa  | Jamsil Arena                 | 10 000     |
| 1 lipca 2023         | Tajpej        | Tajwan            | Taipei Music Center          | 9000       |
| 2 lipca 2023         | Tajpej        | Tajwan            | Taipei Music Center          | 9000       |
| 15 lipca 2023        | Bangkok       | Tajlandia         | Thunder Dome                 | —          |
| 22 lipca 2023        | Hongkong      | Hongkong          | AsiaWorld–Expo               | —          |
| 23 lipca 2023        | Hongkong      | Hongkong          | AsiaWorld–Expo               | —          |
| Ameryka Północna     |               |                   |                              |            |
| 4 sierpnia 2023      | San Francisco | Stany Zjednoczone | Bill Graham Civic Auditorium | —          |
| 6 sierpnia 2023      | Los Angeles   | Stany Zjednoczone | Microsoft Theater            | —          |
| 9 sierpnia 2023      | Grand Prairie | Stany Zjednoczone | Texas Trust CU Theatre       | —          |
| 13 sierpnia 2023     | Nowy Jork     | Stany Zjednoczone | The Theatre at MSG           | —          |
| 15 sierpnia 2023     | Atlanta       | Stany Zjednoczone | Fox Theatre                  | —          |
| 17 sierpnia 2023     | Rosemont      | Stany Zjednoczone | Rosemont Theatre             | —          |
| Europa               |               |                   |                              |            |
| 9 września 2023      | Londyn        | Anglia            | Wembley Arena                | —          |
| 11 września 2023     | Amsterdam     | Holandia          | AFAS Live                    | —          |
| 13 września 2023     | Paryż         | Francja           | Zénith Paris                 | —          |
| 16 września 2023     | Bruksela      | Belgia            | Forest National              | —          |
| 18 września 2023     | Berlin        | Niemcy            | Verti Music Hall             | —          |
| 19 września 2023     | Berlin        | Niemcy            | Verti Music Hall             | —          |
| Azja                 |               |                   |                              |            |
| 27 września 2023     | Tokio         | Japonia           | Tachikawa Stage Garden       | —          |
| 28 września 2023     | Tokio         | Japonia           | Tachikawa Stage Garden       | —          |
| 14 października 2023 | Makau         | Makau             | Galaxy Arena                 | ––         |
| 19 października 2023 | Singapur      | Singapur          | Singapore Indoor Stadium     | ––         |
| Łącznie              | Łącznie       | Łącznie           | Łącznie                      | —          |